# 朱巴狡鮟鱇
朱巴狡鮟鱇（学名：Dolopichthys jubatus），為輻鰭魚綱鮟鱇目棘茄魚亞目夢角鮟鱇科的其中一種。分布於全球各大洋熱帶至溫帶海域，屬深海魚類，體長可達8.9公分。